# Травянка (Челябинская область)
Травянка — село в Троицком районе Челябинской области России, относится к Дробышевскому сельскому поселению.

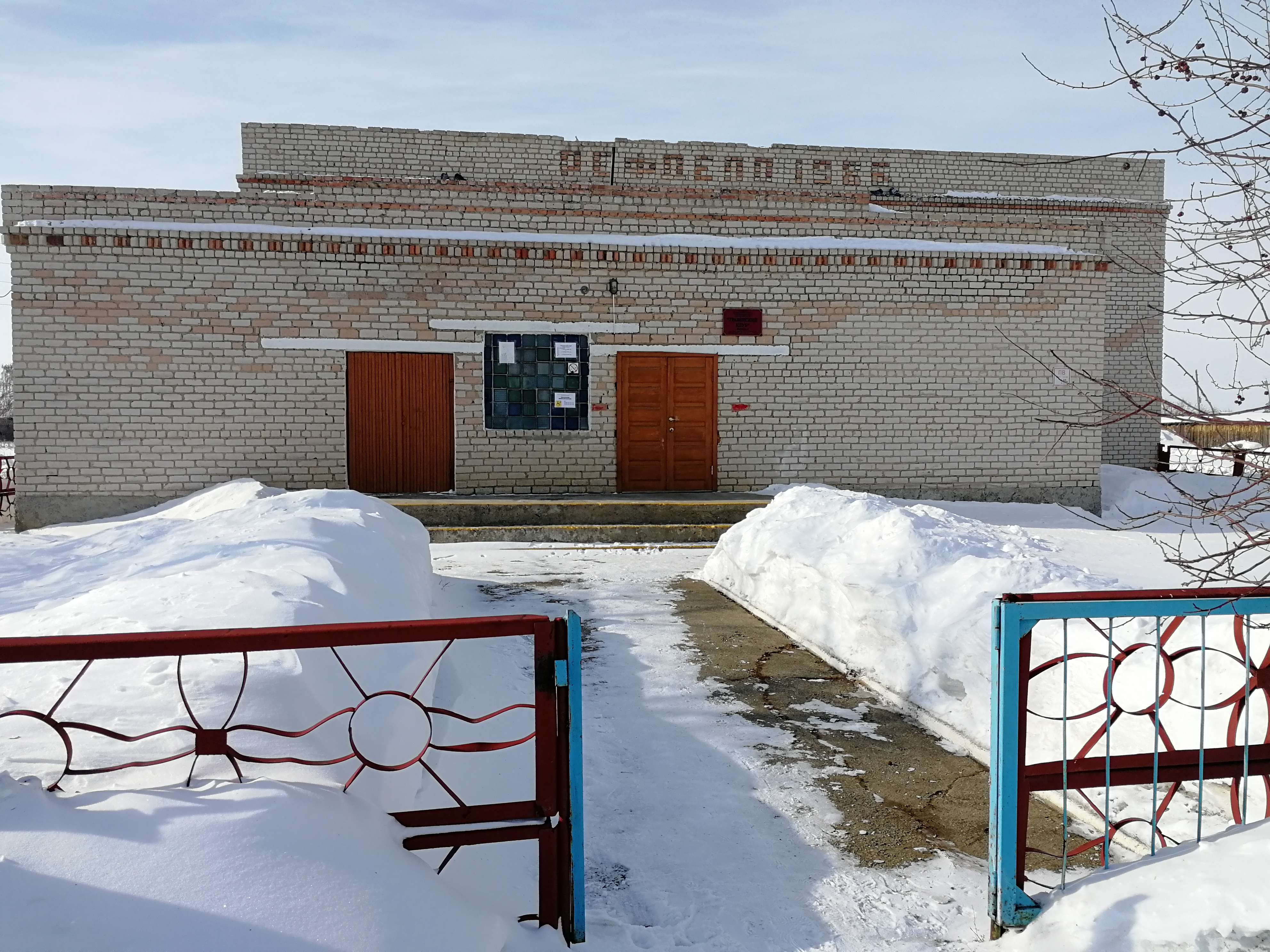
Сельский клуб

## География
Расположено в восточной части района, на берегу озера Травявое (отсюда назв.). Рельеф — равнина (Западно-Сибирская равнина); ближайшие выс.— 207 и 213 м. Ландшафт — лесостепь. В окрестностях — редкие колки.
Село связано грунтовыми и шоссейными дорогами с соседними населенными пунктами. Расстояние до районного центра (Троицк) 20 км, до центра сельского поселения (с. Дробышево) — 15 км.

## История
Село выросло на месте заимки Травяной, основано в конце 19 века и входившей в Егорьевскую волость (Троицкий уезд Оренб. губ.). По данным переписи, в 1900 на заимке насчитывалось 12 дворов, в 1926 в пос. Травяном — 42 (имелась школа). 
В 1925— 59 Травянка являлась центром Травянского сельсовета Троицкого р-на. 
В 1930 организован колхоз «Утро», к-рому принадлежало 6875 га земельных угодий, в т. ч. пашни — 3296, лугов — 111,2, выгона — 1355 га. 
В 1951 «Утро» вошло в состав колхоза им. Берии (с 1953 — колхоз им. Калинина), в 1957 — совхоза «Ключевской» (на правах 5-го отделения).
Ныне на территории села располагается ООО «Травянское».

## Население
| 2002 | 2010 |
| ---- | ---- |
| 279  | ↘238 |

(в 1900 — 63, в 1926 — 240, в 1956 — 288, в 1959 — 291, в 1970 — 320, в 1983 — 253, в 1995 — 305)

## Улицы

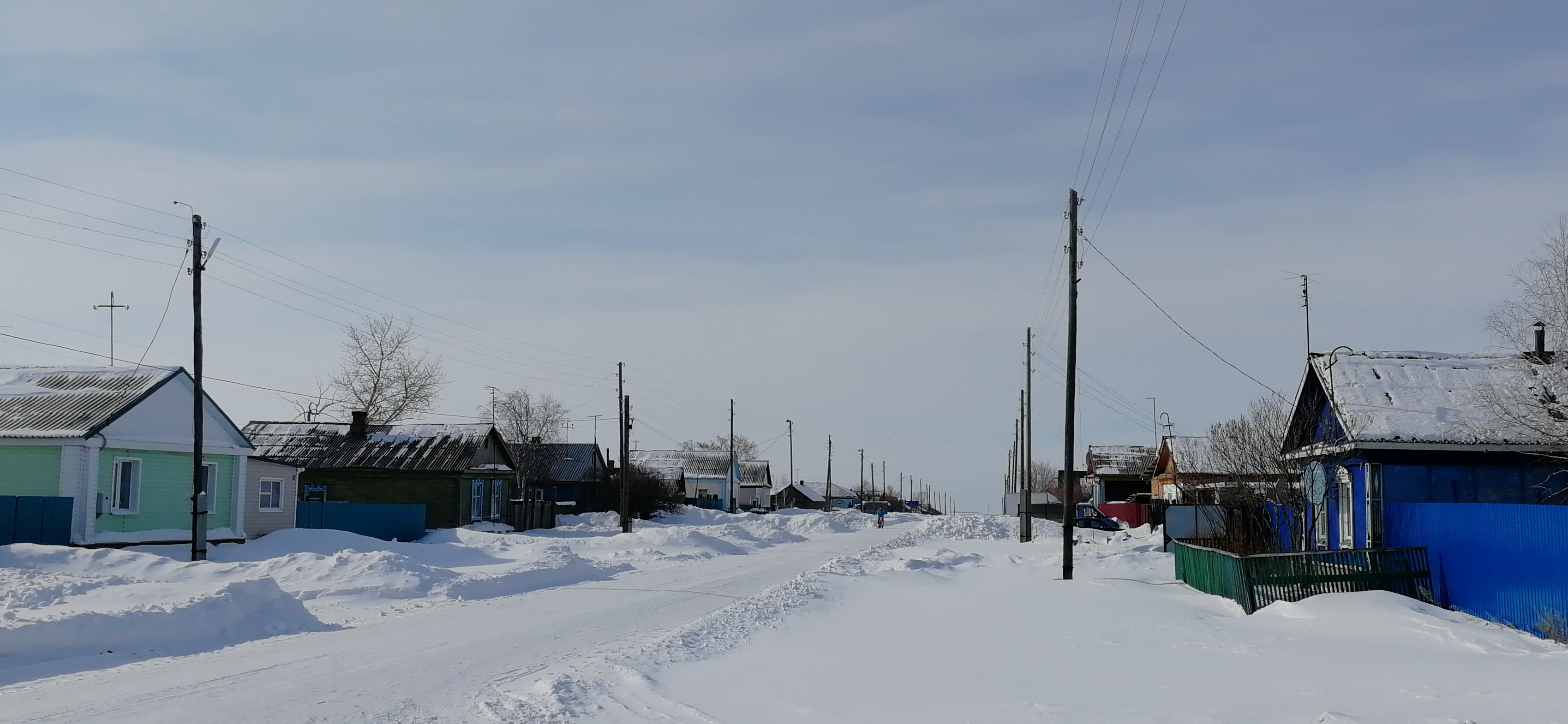
Улицы село Травянка

- Дорожная улица
- Лесная улица
- Луговая улица